# Europe des Vingt-Sept (2007)

En bleu, les États membres de l'Europe des Vingt-Sept (entre 2007 et 2013).

Ne doit pas être confondu avec Europe des Vingt-Sept (2020).
Cet article court présente un sujet plus développé dans : Élargissement de l'Union européenne.
L'Europe des Vingt-Sept ou Union européenne des Vingt-Sept (abrégée UE-27 ou UE27) est l'ensemble des pays membres de l'Union européenne du 1er janvier 2007 au 1er juillet 2013.

## Membres
Par ordre d'entrée :
- Belgique
- France
- Italie
- Luxembourg
- Pays-Bas
- Danemark
- Irlande
- Royaume-Uni
- Grèce
- Espagne
- Portugal
- Autriche
- Finlande
- Suède
- Chypre
- Estonie
- Hongrie
- Lettonie
- Lituanie
- Malte
- Pologne
- Tchéquie
- Slovaquie
- Slovénie
- Bulgarie
- Roumanie

## Historique
Entre 2004 et 2007, l'Union Européenne comptait 25 membres (UE-25). Elle s'est élargie en 2007 avec l'entrée de la Bulgarie et de la Roumanie, pour devenir l'UE-27.
Le 1er juillet 2013, l'UE s'élargit avec l'entrée de la Croatie (UE-28).